# Perioada arhaică în Grecia
Perioada arhaică în Grecia (800 î.Hr.– 480 î.Hr.) a fost epoca ce a urmat după Era "întunecată" a Greciei. Este o perioadă caracterizată de consolidarea polisurilor (orașele-state) și fondarea coloniilor, precum și de debutul filosofiei, a teatrului grec (care s-a format în timpul Dionisiei) și a poeziilor scrise, care apar odată cu reapariția limbii scrise, pierdute în Epoca Întunecată.
Perioada arhaică definește o revoluție structurală, o creștere bruscă a populației și a bunurilor materiale care au avut loc în jurul anului 750 î.Hr., precum și „revoluția intelectuală” a Greciei clasice. Sfârșitul arhaismului a avut loc în 480 î.Hr. când Xerxes I a invadat Grecia.
Creșterea bruscă a populației de la începutul perioadei  arhaice a adus cu sine construirea noilor orașe și extinderea centrelor de populație. Perioada arhaică este, de asemenea, caracterizată prin răspândirea coloniilor de-a lungul coastelor Mării Mediterane și Mării Negre, care a început aproximativ în anul 800 î.Hr. Motivul   acestui fenomen este descris de autori greci ca fiind stenochoria („lipsa de teren”˝), dar, în practică, a fost cauzată de un număr mare de motive, cum ar fi rivalitatea între grupurile politice, dorința de aventură, expatriere, căutarea de oportunități comerciale etc.

## Consolidarea polisurilor
Grecia miceniană din epoca bronzului a fost împărțită în regate , fiecare conținând câte un teritoriu și o populație distribuită în ambele orașe mici și moșii mari deținute de nobilime. Fiecare regat era condus de un rege autoritar cu drept divin ca urmaș al unui  strămoș eroic care  conducea de la un palat situat într-o cetate, sau din  Acropole. În timpul evului întunecat, palatele, regii și moșiile au dispărut, populația a scăzut, orașele au fost abandonate sau au devenit sate și ruine, guvernarea descentralizată fiind deținută de oficiali minori pe o structură tribală .
Până la mijlocul secolului al VIII-lea î.Hr.  structura socială se afla sub o presiune imensă și polisurile riscau să intre în colaps.
Agricultorii greci trăiau   un stil de viață de subzistență. Hesiod a scris că un fermier grec arhaic  putea să   împrumute produse de la vecinii săi. Imposibilitatea de a plăti înapoi aceste bunuri   putea duce la pierderea fermei  sau înrobirea acestuia. Având în vedere creșterea bruscă a populației, terenuri arabile erau întotdeauna limitate și insuficiente pentru a sprijini toate persoanele din Grecia. În 750-600 î.en., Grecia a fost marcată de foamete la scară largă, și în 600 î.en., aproape toți    fermierii din Atena au fost deposedați de proprietățile   și au lucrat ca sclavi.
 Aristoi , familiile aristocratice , au fost în mod constant în competiție reciprocă  pentru a câștiga teritoriu , bani , sau statut .

## Colonizarea

Colonizarea greacă

Ca  reacție la suprapopulare, problemele economice și creșterea tensiunilor politice în Grecia între 750 și 600 î.en., mulți greci au părăsit Grecia continentală  pentru a stabili noi colonii. Unii au emigrat pentru a  scăpa de tensiuni, în timp ce alții au fost trimiși în calitate de exilați. Orice expediție  consta  din aproximativ 100-200 de persoane, mai ales tineri care erau conduși de către un grec nobil, pentru a obține mai multă putere și în căutarea de  bogăție în afara Greciei. Un cetățean care a părăsit Grecia pentru a merge la unul dintre aceste colonii a renunțat la cetățenia greacă în schimbul cetățeniei în noua colonie.
Aceste colonii au fost stabilite la  scară largă, și au apărut în  sudul Italiei, Sicilia, Sardinia, Corsica, pe coasta sudului Franței, coasta spaniolă de est, coasta Mării Negre  și Cipru. Aceste colonii nu erau provincii ale polisurilor din care  proveneau, erau orașe independente în întregime față de polisul-mamă din Grecia. Relațiile dintre coloniile grecești și populațiile indigene din țările în care guvernau s-au amestecat - unele culturi  au menținut relații armonioase,  altele au fost cucerite și înrobite de către greci. O consecință importantă a colonizării grecești a fost răspândirea  culturii grecești, religiei și artei de-a lungul Mediteranei.

## Regimurile politice
Succesul excepțional  al colonizării  în bazinul Mediteranei  s-a desfășurat   în armonie cu   consolidarea polisurilor  grecești în coeziva orașelor-state cu ordine socială și politică. Acest proces a fost întrerupt frecvent între secolele VII și VI î.en. de către numeroși aristocrați.  Tiranii (ce semnifică "conducător al polisului"), au avut tendința de a configura dictaturi în polisuri,  ridica armate, și ataca alte polisuri ca să-și extindă influența. Tiranii nu au fost reformatori sociali, dar în timp ce guvernau au fost forțați să emită legi și să arbitreze disputele. Dezgustul în creștere al grecilor față de  tirani a condus la crearea unor sisteme alternative de auto-guvernare, care în cele din urmă a condus la   democrația ateniană. Tiraniile nu au fost urmate direct de democrații pure, cu toate acestea, comportamentul lor a creat voința politică printre greci de a dezvolta un sistem mai eficient și echitabil de guvernare.

## Arta

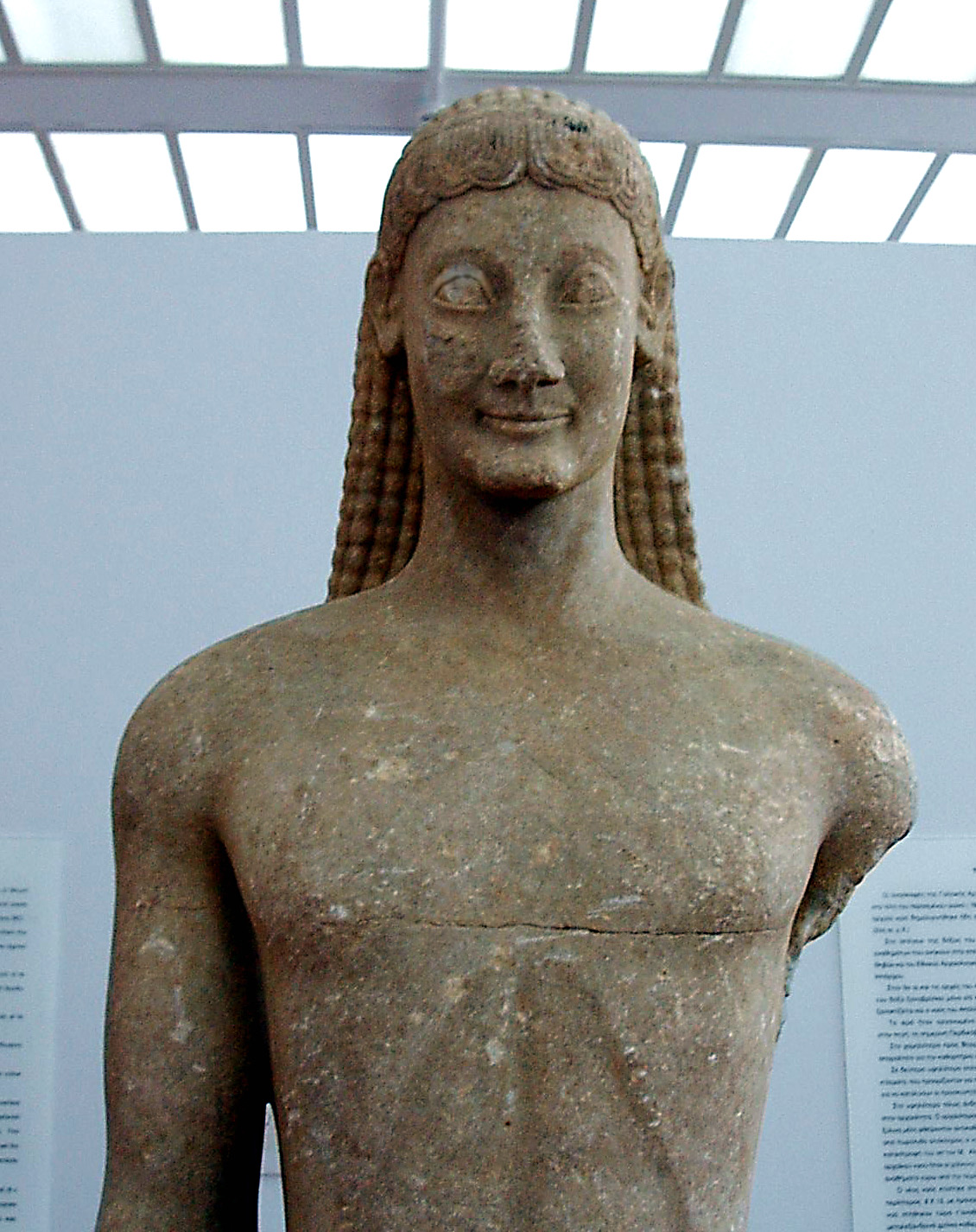
Archaic kouros from Thebes

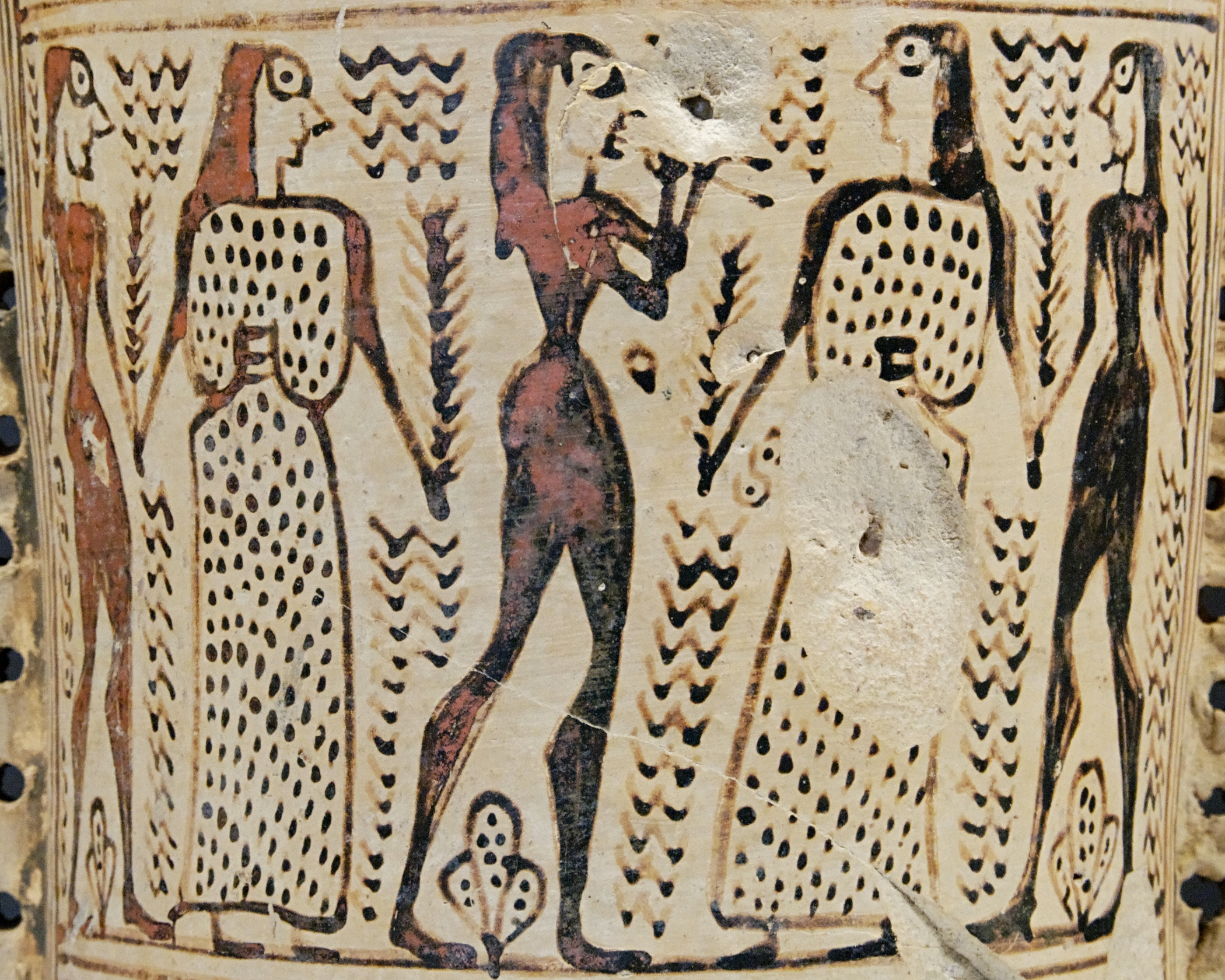
Orientalizing style

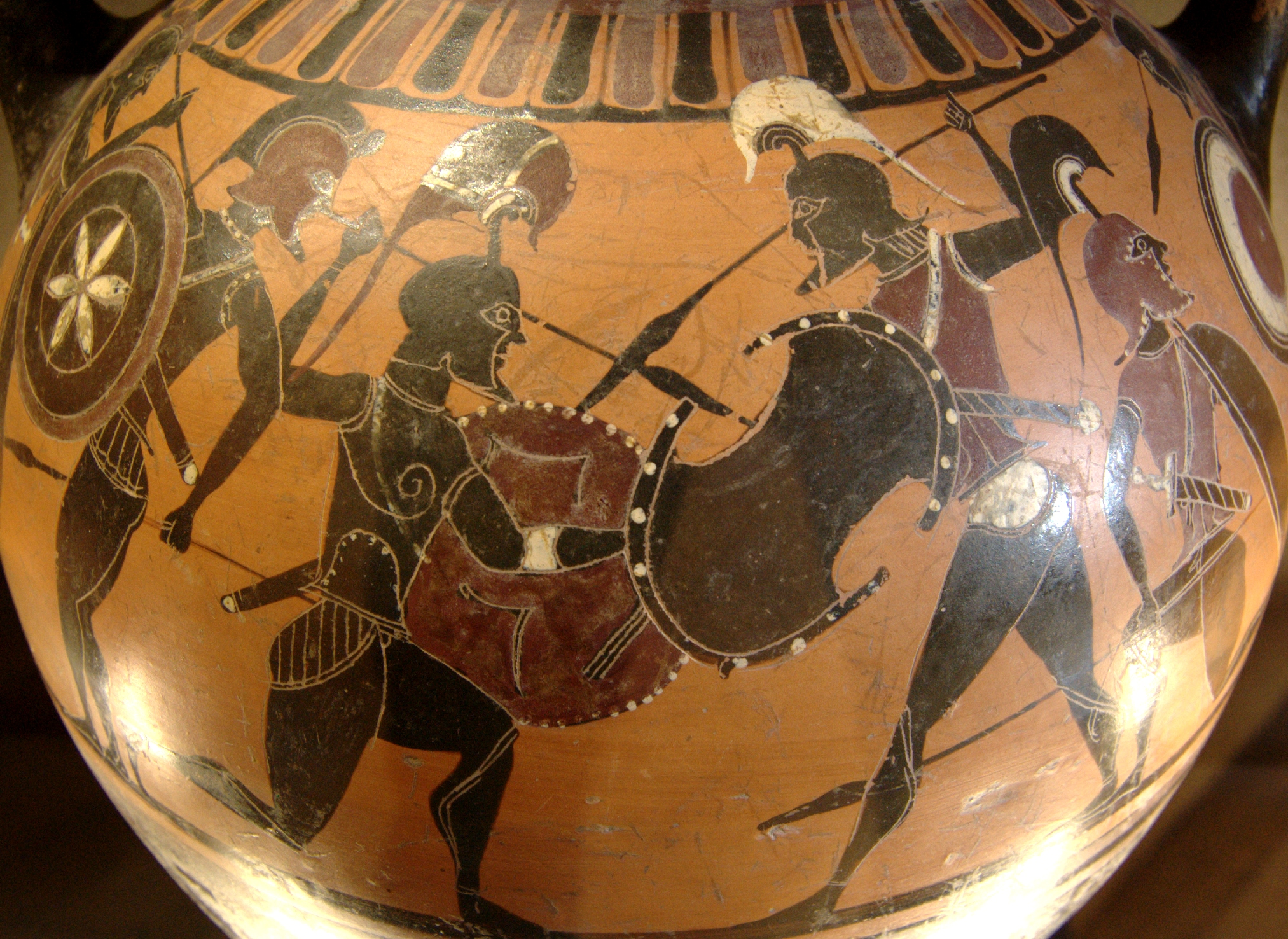
Black-figure style

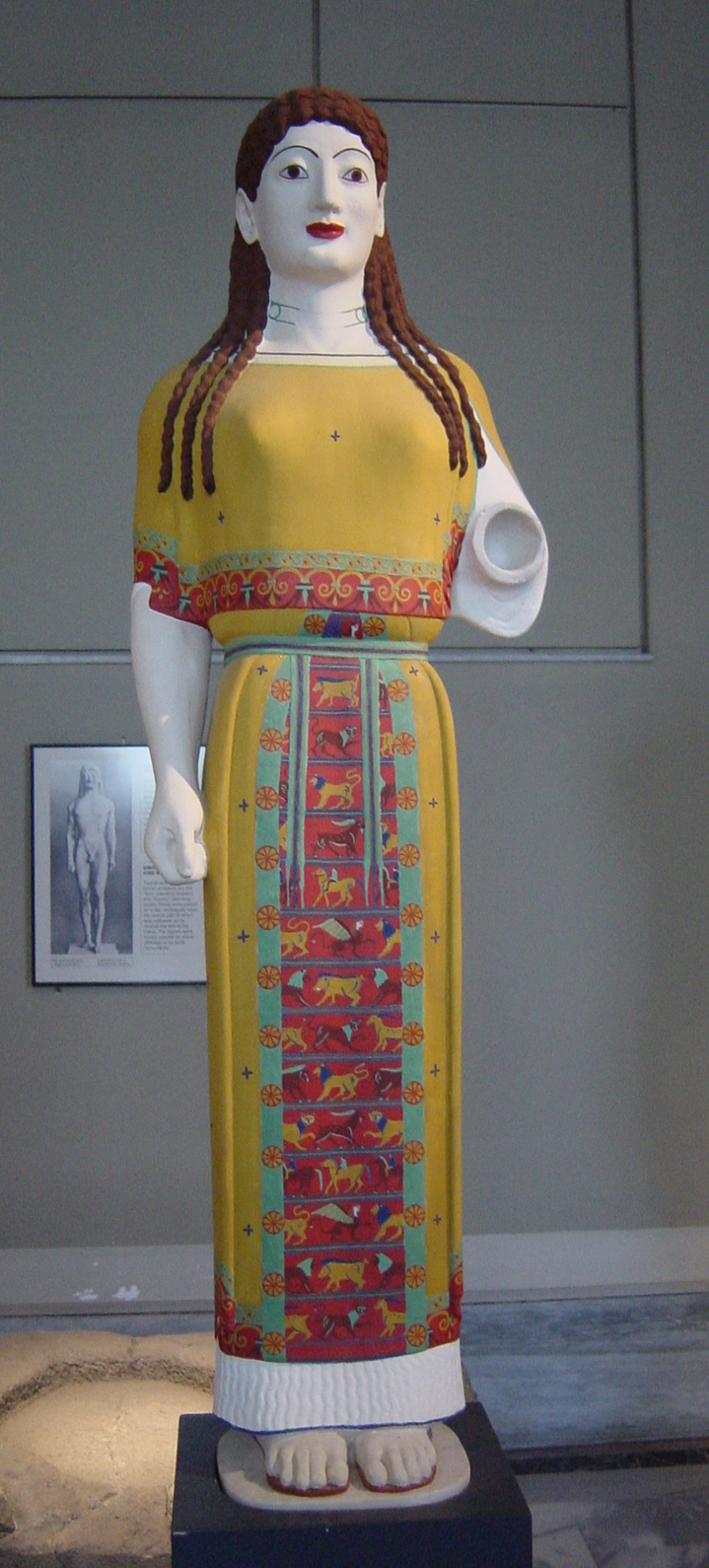
Reconstructed colour kore statue from the archaic period of Greece

### Sculptura în perioada arhaică
Timp de aproximativ jumătate de mileniu (până la începutul perioadei arhaice) sculptura vechilor greci a avut dimensiuni reduse și era realizată în cea mai mare parte din lemn. Chiar și în acestă perioadă timpurie se observă preocuparea grecilor pentru proporție și armonie.Cea mai mare parte a statuetelor din această perioadă este caracterizată de prezența unor siluete umane care prezentau chipul uman cu ochii ușor supradimensionați și cu un zâmbet permanent numit "surâs arhaic". Siluetele de gen masculin se numesc "Apolloni" iar cele de gen feminin "Kore".
  Odată cu debutul perioadei arhaice grecii încep sa realizeze și sculpturi și basoreliefuri din piatră și marmură. În general ei sunt preocupați de redarea din ce în ce fidelă a trupului și a fizionomiei umane.
  Către sfârșitul perioadei arhaice grecii ajung să reprezinte trupul uman în mărime naturală începând chiar să creeze compoziții cu mai multe personaje în posturi și dinamici diverse. Exemple : Moscoforul (cărătorul de miel), Cvadrica (conducătorul de car de război), Tiranoctori (ucigașii de tirani).  Având în vedere aceste evoluții accelerate tehnica sculpturală cetățenii ajung să estimeze în mod deosebit  sculptura numindu-i cetățeni-artiști sau geometrii.